# Celia
Celia – imię żeńskie pochodzenia łacińskiego, wywodzące się od rzymskiej nazwy rodowej Caelius, która z kolei powstała z rzymskiego caelum – "niebo". Patronem tego imienia jest św. Celiusz, pustelnik z I w., który większość swojego życia spędził w toskańskiej grocie.
Celia imieniny obchodzi 27 lipca.
Zobacz też: (169) Zelia